# Unione Sportiva Casertana 1969-1970
Questa pagina raccoglie le informazioni riguardanti l'Unione Sportiva Casertana nelle competizioni ufficiali della stagione 1969-1970.

## Rosa
| N. |                   | Ruolo | Calciatore          |
| -- | ----------------- | ----- | ------------------- |
|    | Italia (bandiera) | C     | Andrea Agnoletto    |
|    | Italia (bandiera) | D     | Ezio Anghileri      |
|    | Italia (bandiera) | D     | Alessandro Ballotta |
|    | Italia (bandiera) | A     | Paolo Bergamo       |
|    | Italia (bandiera) | P     | Angelo Colombo      |
|    | Italia (bandiera) | A     | Giampaolo Cominato  |
|    | Italia (bandiera) | A     | Giuseppe Corbellini |
|    | Italia (bandiera) | D     | Antonio De Luca     |
|    | Italia (bandiera) | D     | Domenico Di Maio    |
|    | Italia (bandiera) | A     | Marco Fazzi         |

| N. |                   | Ruolo | Calciatore        |
| -- | ----------------- | ----- | ----------------- |
|    | Italia (bandiera) | D     | Roberto Gatti     |
|    | Italia (bandiera) | D     | Alberto Giacomin  |
|    | Italia (bandiera) | C     | Eugenio Matteoni  |
|    | Italia (bandiera) | C     | Natale Mazzeo     |
|    | Italia (bandiera) | A     | Franco Migliorati |
|    | Italia (bandiera) | C     | Sandro Minto      |
|    | Italia (bandiera) | P     | Giuseppe Porrino  |
|    | Italia (bandiera) | C     | Davide Savini     |
|    | Italia (bandiera) | C     | Leo Taccetti      |
|    | Italia (bandiera) | P     | Adriano Zanier    |